# Cassina Point

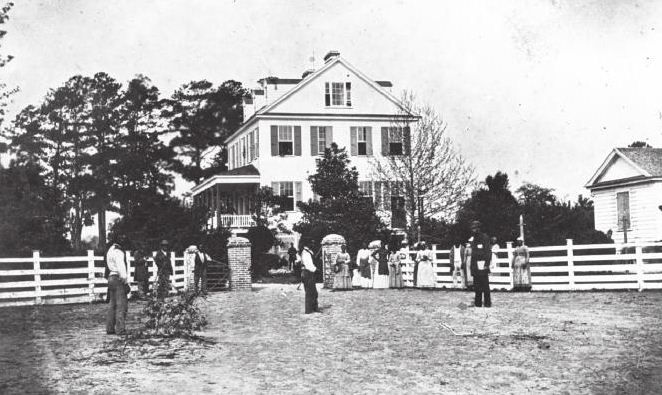
Cassina Point foi fotografada por um soldado da União em 1862

Cassina Point (também conhecida como Hopkinson House e Cassina Point Plantation ) foi construída em 1847 para Carolina Lafayette Seabrook e seu marido, James Hopkinson. Carolina Seabrook era filha do rico plantador de Edisto Island, William Seabrook. William Seabrook havia hospedado o General Lafayette em 1825 em sua casa próxima na época do nascimento de Carolina. Seabrook deu a Lafayette a honra de nomear a criança recém-nascida, e o general selecionou Carolina (para o local de nascimento da menina) e Lafayette (segundo seu próprio nome). Quando Carolina Seabrook se casou com James Hopkinson, eles construíram Cassina Point na terra que William Seabrook lhes deu.

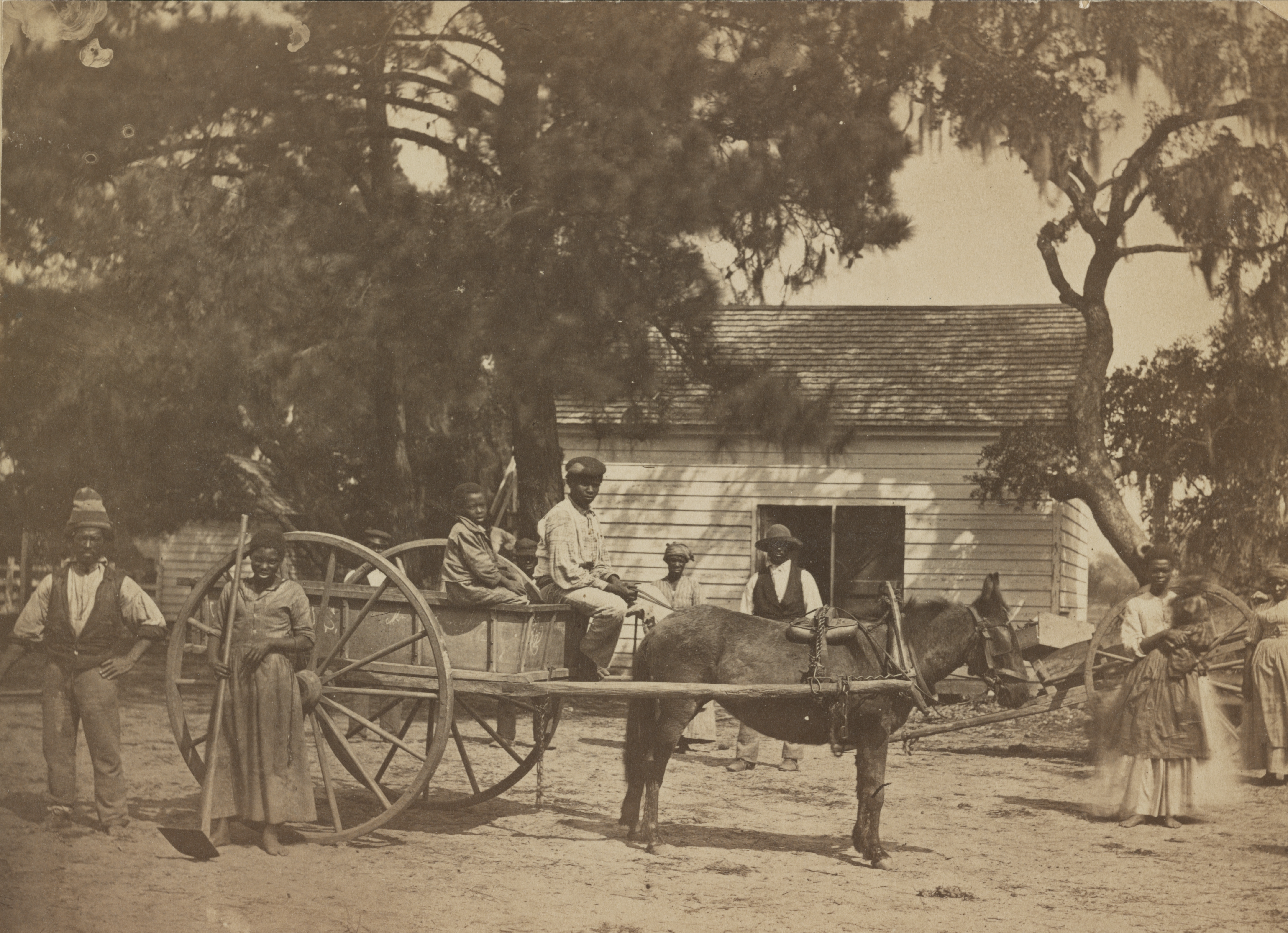
Escravos na plantação de James Hopkinson, 1862

A casa é uma grande casa pré-guerra e remanescente de uma plantação de algodão nas ilhas do mar. James Hopkinson era neto de Francis Hopkinson, signatário da Declaração de Independência de Nova Jersey e criador da bandeira americana. Durante a Guerra Civil, a casa foi ocupada pela Terceira Infantaria de Voluntários de New Hampshire .

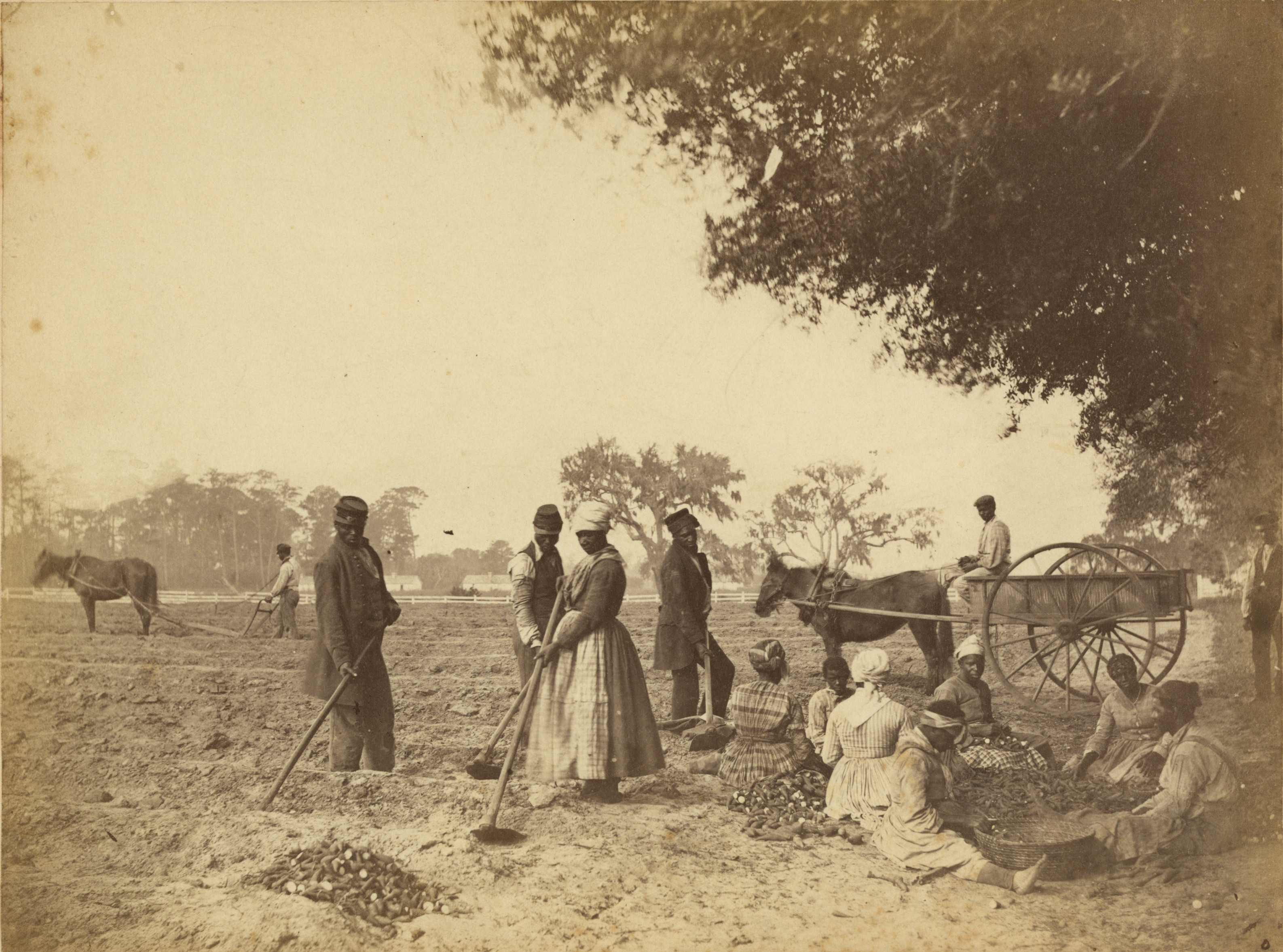
Plantação de batata-doce, Hopkinson Plantation, 1862

As características da casa retangular de dois andares e meio incluem um telhado de frontão lateral, frontões, um porão de ligação flamenga, chaminés de tijolos com estuques esticados, um alpendre coberto por colunas, mantos de mármore e sancas . O interior da casa foi bem preservado ao longo dos anos. O exterior é revestido com prancha e flushboard. Cassina Point foi adicionado ao Registro Nacional de Lugares Históricos em 28 de novembro de 1986.